# 郵便事業徳島ターミナル支店
郵便事業徳島ターミナル支店（ゆうびんじぎょうとくしまターミナルしてん）は、徳島県徳島市東沖洲2-60にあった郵便事業株式会社の支店である。

## 沿革
- 2010年（平成22年）7月1日 - JPエクスプレスの吸収合併に伴い、郵便事業徳島支店から郵便番号上2桁が77地域の荷物の区分を受託。
- 2011年（平成23年）8月28日 - 郵便事業徳島ターミナル支店を廃止、郵便事業徳島支店マリンピア分室となる。
- 2019年（令和元年）10月28日 - 徳島市東沖洲2-66の東海運マリンピアロジスティックスセンターへ移転。

## 郵便区・例外区域
- 〒77x-xxxx
  - 集配業務は行わない。
- 四国島外から四国各県（香川県・高知県・愛媛県）へのゆうパックの中継業務。

### 取り扱わない業務
- 郵便・ゆうちょ銀行・かんぽ生命保険の業務は行っていない。
  - なお、当支店に郵便局は併設されていない。

## 周辺の日本郵政グループの店舗
- 徳島沖洲郵便局
- 徳島安宅郵便局